# Companhia Siderúrgica Nacional
Compañía Siderúrgica Nacional (CSN) es la mayor industria siderúrgica de Brasil y de América Latina, y una de las mayores del mundo.
Su fábrica se sitúa en la ciudad de Volta Redonda, en el Valle del Paraíba, en el sur del estado de Río de Janeiro, teniendo sus minas de hierro y otros minerales en las regiones de Congonhas y Arcos, ambas ciudades del estado de Minas Gerais y también de carbón en la región de Siderópolis en el estado de Santa Catarina.

Construcción de Companhia Siderúrgica Nacional (CSN) año 1941.

Inauguración por el presidente Eurico Gaspar Dutra de Companhia Siderúrgica Nacional (CSN) año 1946.

Su principal fábrica hoy produce cerca de 6 millones de toneladas de acero bruto y más de 5 millones de toneladas de laminados por año, siendo considerada una de las más productivas del mundo.

## Historia
CSN fue creada durante el Estado Novo por decreto del presidente Getúlio Vargas, después de un acuerdo diplomático, denominado Acuerdos de Washington, hecho entre los gobiernos brasileño y estadounidense, que preveía la construcción de una fábrica siderúrgica que pudiera suministrar acero para los aliados durante la Segunda Guerra Mundial y, en la paz, ayudara en el desarrollo de Brasil. Los fondos norteamericanos vinieron a través del EXIMBANK - Export Import Bank, pues la iniciativa privada de aquel país no se interesó.
En 1940 aumentó la producción de arrabio y lingotes de acero, pero los laminados aún estaban por debajo de la demanda. De esa forma, la industria brasileña no estaba capacitada para suministrar productos pesados tales como raíles y chapas de acero para los ferrocarriles, astilleros y constructoras. Edmundo de Macedo Suenes, presidente de Volta Redonda, era ingeniero militar y defendía la fábrica. La región queda en el Valle del Paraíba, que estaba en decadencia debido a la caída de la Cultura del Café. En su discurso del 7 de mayo de 1943, el presidente Vargas saludó la nueva fábrica como símbolo de la emancipación económica de Brasil 
Comenzó efectivamente a operar el año 1946, durante el gobierno del presidente Eurico Gaspar Dutra, quien no invitó al impulsor del proyecto, Getúlio Vargas, a la inauguración.
A finales de los años 1970, Andrade y Gutiérrez era responsable por el abastecimiento de minério de hierro para la Compañía Siderúrgica Nacional (CSN), en Vuelta Redonda, en Río de Janeiro.
En noviembre de 1988, una huelga de trabajadores que duró 15 días tuvo como saldo la muerte de 3 obreros en enfrentamientos con el Ejército, y también hubo muchos heridos.
Fue una empresa estatal hasta 1993, al ser privatizada por el gobierno del entonces presidente Itamar Franco.

### Actualidad
Actualmente, CSN posee diversas empresas, como la GalvaSud (en Porto Real-RJ), Prada (en Mogi das Cruces y Volta Redonda), CSN Paraná (en Araucária-PR), las terminales de contenedores (Sepetiba Tecon) y de carbón (Tecar) en el Puerto de Itaguaí (en Itaguaí), Metallic (CE), además de participaciones accionarias en las empresas MRS Logística y Transnordestina Logística, de transporte ferroviario, las fábricas hidroeléctricas de Igarapava, entre los estados de São Paulo y Minas Gerais, e Itá, entre los estados de Santa Catarina y Río Grande del Sur, y fábricas en los Estados Unidos (CSN LLC, Terre Haute, Indiana); en Portugal (Lusosider, Aldea de Paio Pires, Setúbal), y en Alemania (Stahlwerk Thüringen GmbH - SWT),  adquiridas a otros grupos nacionales.
En 2006 CSN presentó una propuesta de compraventa de la siderúrgica angloholandesa Corus. La propuesta era superior a la de la hindú Tata, pero el día 25 de octubre de 2007, CSN perdió la disputa por la empresa, que fue comprada por la industria hindú. Desde entonces, la empresa ha buscado seguir una estrategia con foco en nuevas áreas de actuación, como aceros largos y cementos, y está en la búsqueda de adquisiciones fuera de Brasil, como por ejemplo la Cimpor, fábrica de cemento de Portugal.
CSN también controla la empresa minera de hierro Namisa, creada en 2007.